# Hans-Michael Schulze
Hans-Michael Schulze (* 1967 in Havelberg) ist ein deutscher Historiker und Publizist. Schwerpunkt seiner Forschungen sind historische Orte der SED-Diktatur in Berlin.

## Leben
Hans-Michael Schulze wuchs in der Altmark auf. Nach dem Abitur studierte er von 1989 bis 1998 Kunstwissenschaften und klassische Archäologie in Leipzig und an der TU Berlin. Das Studium beendete er als Magister Artium (M.A.). Er arbeitete als Stadtführer und bildete diese aus. Ende der 1990er Jahre wurde Schulze vom damaligen Bezirksamt Pankow mit der Erforschung der Geschichte der Siedlung um den Majakowskiring beauftragt. Die Kolonie gilt als Refugium für bekannte SED-Funktionäre nach dem Zweiten Weltkrieg. Von 2003 bis 2006 war er Vorstandsvorsitzender des Fördervereins Schloss Hohenschönhausen e. V. Anschließend arbeitete er mit an der im Juni 2009 eröffneten Ausstellung „Die Pankower Machthaber. Der Majakowskiring und das Schloss Schönhausen nach 1945“, einem gemeinsamen Projekt des Zentrums für Zeithistorische Forschung und des Museumsverbunds Pankow, sowie 2007–2017 als Referent und Seminarleiter beim Verein Berliner Unterwelten. Als wissenschaftlicher Berater wirkte er in dieser Zeit an mehreren Dokumentarfilmen des rbb mit. 2009–14 war Schulze Referent beim DDR Museum und im Computerspielemuseum. Im Industriesalon Schöneweide war Schulze als Tourismusbeauftragter 2017 bis 2018 tätig. Anschließend leitete er kommissarisch ein halbes Jahr das The Wall Museum Berlin. Für die Fridericus Service-Gesellschaft der Preußischen Schlösser und Gärten arbeitete Schulze anschließend bis Ende 2020 im Marmorpalais, am Cecilienhof und Schloss Schönhausen. Danach wirkte er zwei Jahre als Referent am Humboldt Forum Berlin. In der COVID-19-Pandemie übernahm er die Assistenz der Geschäftsführung in einem kleinen Architekturbüro in Berlin-Kreuzberg und arbeitete nur noch vereinzelt in der politischen Bildung.

## Publikationen
- In den Wohnzimmern der Macht. Das Geheimnis des Pankower Städtchens. Berlin 2001, ISBN 3-8148-0088-5.
- „Stasi privat“ oder Über Sperrgebiete des MfS. Ein Beispiel. In: Zeitschrift des Forschungsverbundes SED-Staat 12/2002.
- In den Villen der Agenten. Die Stasi-Prominenz privat. Berlin 2003, ISBN 3-8148-0124-5.
- Spuren vom „Berliner Kreml“: Wie die Sowjets fast fünfzig Jahre lang Berlin-Karlshorst geprägt haben.  In: Zeitschrift des Forschungsverbundes SED-Staat 16/2004.
- Genossen im Kiez. Die „Verwaltung Groß-Berlin“ des Ministerium für Staatssicherheit und ihre Protagonisten (1950–1985). In: Berlin-Brandenburgische Geschichtswerkstatt (Hrsg.): Prenzlauer, Ecke Fröbelstraße. Hospital der Reichshauptstadt, Haftort der Geheimdienste, Bezirksamt Prenzlauer Berg 1889–1989. Berlin 2006.
- Schloss Schönhausen als Gästehaus des DDR-Ministerrates 1964–1990.  In: Festschrift der Stiftung Preußische Schlösser und Gärten: Schönhausen – Rokoko und Kalter Krieg. Die bewegte Geschichte eines Schlosses und seines Gartens. Berlin 2009.
- Von Morgengaben, Hans Morgenthal und Morgengrauen. Zum 60. Jahrestag der Gründung der DDR-Staatssicherheit.  In: Deutschland Archiv 1/2010.
- Das Pankower Städtchen: Ein historischer Rundgang. Ch. Links Verlag, Berlin 2010, ISBN 3-86153-599-8.
- Der Majakowskiring – das `Regierung Städtchen in Berlin-Pankow´ in Schlösser für den Staatsgast: Schönhausen und Augustusburg. Staatsbesuche im geteilten Deutschland (hrsg. Stiftung Preußische Schlösser und Gärten), Berlin 2016, ISBN 978-3-95498-216-5.[5]
- Wege nach `Oberschweineöde´  in „Ost-Berlin 30 Erkundungen“ (Herausgeber J. Danyel), Ch. Links Verlag, Berlin 2019, ISBN 978-3-96289-013-1.[6]
- Texte für das Journal zur Ausstellung Ost-Berlin – die halbe Hauptstadt[7]
- Auf den Spuren der Familie Liebermann Berlin 2020[8]
- Texte für die Rundgänge „Das Pankower`Städtchen´“ und „Ernst-Thälmann-Park“ 2020/21 in der Applikation berlinHistory – Geschichte in Berlin[9]

## Ausstellungen
- 1999: Die Pankower Tafelrunde – STAEDTCHEN: Wohnsitz von DDR-Politikern 1945–1960.[10]
- 2004: Stasi-Prominenz privat. Berlin-Hohenschönhausen – der unbekannte Ort.
- 2009: Diktat und Erfolg – Die Sozialistische Eliteschule des SC Dynamo Berlin.[11][12]
- 2009 `Die Pankower Machthaber´ Der Majakowskiring und das Schloss Schönhausen nach 1945 (Dauerausstellung)[13]